# The Three Sisters (Aleuten)
The Three Sisters sind eine kleine unbewohnte Inselgruppe der Andreanof Islands, die zu den Aleuten gehören.
Jede der knapp über der Meeresoberfläche gelegenen Eilande, die westlich von Adak Island zu finden sind, ist etwa 300 m lang. Die Inseln erhielten ihren Namen durch Mitglieder der amerikanischen Aleuten-Expedition von 1934. 